# Alexander Madlung
Alexander Madlung (født 11. juli 1982 i Braunschweig, Vesttyskland) er en tysk fodboldspiller, der spiller som forsvarsspiller. Han har gennem karrieren repræsenteret blandt andet Hertha Berlin og VfL Wolfsburg.
I 2009 hjalp han Wolfsburg til klubbens første tyske mesterskab nogensinde.

## Landshold
Madlung blev noteret for to kampe for Tysklands landshold, som han debuterede for 7. oktober 2006 i et opgør mod Georgien.

## Titler
Bundesligaen
- 2009 med VfL Wolfsburg